# Amerigo Iannacone
Amerigo Iannacone (Venafro, 17 maggio 1950 – Venafro, 12 luglio 2017) è stato uno scrittore, poeta ed esperantista italiano.
Iannacone, scrittore e poeta, ha vissuto a Ceppagna frazione di Venafro, sua città natale ed ha insegnato nelle scuole superiori.
È stato direttore del mensile letterario e di cultura varia Il Foglio Volante - La Flugfolio, da lui fondato nel 1986 ed ha collaborato a diverse altre testate.
Ha ottenuto due volte il Premio della Presidenza del Consiglio per la Critica Letteraria.
È morto il 12 luglio 2017, all'età di 67 anni, investito da un'auto nel centro di Venafro.

## Opere
- Pensieri della sera, Cassino, 1980, pp. 48 (poesia).
- Dissolvenza incrociata, La Procellaria, Reggio Calabria, 1983, pp. 64 (poesia).
- Parliamo un po' di Ceppagna, Il Pungolo verde, Campobasso, 1985, pp. 68 (Storia locale).
- Esperanto, il perché di una scelta, Il Foglio volante, Venafro, 1986, pp. 24 (saggio).
- Eterna metamorfosi - Eterna metamorfozo, Gabrielli, Ascoli Piceno, 1987, pp. 104 (poesia in italiano e in esperanto).
- Microracconti, Eva, Venafro, 1991, pp. 86.
- Ruit hora, Eva, Venafro, 1992, pp. 116 (poesia).
- Verso il fonetismo - Evoluzione della scrittura, Eva, Venafro, 1994, pp. 72 (saggio)
- Mater, Venafro 1995 (poesia).
- in collaborazione con Maurizio Zambardi, La stramma - Un artigianato in via di estinzione, Eva, Venafro, 1997, pp. 152 (saggio).
- Da Babilonia a Esperantujo – Considerazioni sulla lingua internazionale, Eva, Venafro, 1998, pp. 68 (saggio).
- Testimonianze - Interventi critici, Venafro, 1998 (critica letteraria).
- in collaborazione con Ida Di Ianni, Vincenzo Rossi e i Canti della Terra, Venafro, 2001 (saggio monografico).
- Estaciones, Emboscall, Vic (Spagna), 2001, pp. 92 (Haiku in edizione bilingue, con traduzione spagnola di Carlos Vitale)
- L'ombra del carrubo, Eva, Venafro, 2001, pp. 108 (poemetto in edizione bilingue, con traduzione francese di Paul Courget)
- A zonzo nel tempo che fu, Eva, Venafro, 2002  (narrativa)
- Sera e l'ata sera – Filastrocche, stornelli, proverbi, scioglilingua e altre cosette molisane, Eva, Venafro, 2004
- Semi, Eva, Venafro 2004 (poesia)
- Nuove testimonianze – Interventi critici, Eva, Venafro, 2005 (critica letteraria)
- Stagioni, Eva, Venafro, 2005 (haiku)
- Piccolo Manuale di Esperanto, Eva, Venafro, 2006, pp. 148
- Versetti e versacci - Epigrammi, Formia 2006, pp. 40
- Cronache reali e surreali, On line, 2006 (Microracconti)
- Letture e testimonianze - Interventi critici, On line, 2006 (Critica letteraria)
- Oboe d'amore / Ama hobojo, La Stanza del Poeta, Gaeta, 2007, pp.96 (poesie bilingui - italiano ed esperanto)
- Dall'otto settembre al sedici luglio, Eva, Venafro, 2007, pp. 68
- Dall'Arno al Tamigi - Annotazioni linguistiche, Ed. Eva, Venafro, 2008, pp. 48
- Il Paese a rovescio e altre fiabe, Venafro, 2008, pp. 104
- Luoghi, Venafro, 2009, pp. 48. (Poesie)
- L'ombra del carrubo - La sombra del algarrobo, Ed. Eva, Venafro, 2009, pp. 64. Poemetto in edizione bilingue, con traduzione spagnola di Carlos Vitale.
- Parole clandestine, Ed. Eva, Venafro, 2010, pp. 56. (Poesia)
- Prefazioni e postfazioni, Ed. Eva, Venafro, 2010, pp. 172.
- Poi, Ed. Confronto, Fondi, 2011, pp. 48. Silloge vincitrice del Premio "Libero de Libero" 2010.
- Matrioska e altri racconti, Ed. Eva, Venafro, 2011, pp. 88.
- ... E poi il Fiume Giallo, Ed. Eva, Venafro, 2012, pp. 92.

Sue poesie e libri sono stati tradotti in varie lingue.
Ha tradotto inoltre diversi libri, dal francese in italiano e dall'italiano in esperanto.